# Falkia oblonga
Falkia oblonga är en vindeväxtart som beskrevs av Johann Jakob Bernhardi och Johan Carl Krauss. Falkia oblonga ingår i släktet Falkia och familjen vindeväxter. Inga underarter finns listade i Catalogue of Life.